# Анебі
Анебі (нім. Ahneby), також Онебю (дан. Åneby) — громада в Німеччині, розташована в землі Шлезвіг-Гольштейн. Входить до складу району Шлезвіг-Фленсбург. Складова частина об'єднання громад Гельтінгер-Бухт.
Площа — 3,8 км2. Населення становить 199 ос. (станом на 31 грудня 2020).